# FC Stahl Brandeburgo
El FC Stahl Brandeburgo (en alemán y oficialmente: Fußball-Club Stahl 1998 Brandenburg e.V.) es un club de fútbol de la Ciudad de Brandeburgo en el estado de Brandeburgo, Alemania, que milita en la Brandenburg-Liga, la sexta liga de fútbol más importante del país.

## Historia
Fue fundado en el año 1950 en la ciudad de Brandenburg an der Havel, en Brandenburgo con el nombre BSG Einheit Brandenburg y jugó en la Segunda División de Alemania Oriental. En 1955 cambiaron el nombre por el de BSG Stahl Brandenberg en relación con la compañía acerera de la ciudad, que era su patrocinador y ofrecía salarios elevados que otros equipos no podían igualar.
Ascendieron a la DDR-Oberliga en la temporada 1984/85 y ahí se mantuvieron hasta la Reunificación alemana en 1990. en la temporada 1991/92 cambiaron su nombre por el de BSV Stahl Brandenburg, en ese entonces miembros de la 2. Bundesliga.
En la década de los años 90s, el equipo presentó problemas financieros a causa de que su patrocinador, ya que la fábrica acerera cerró sus operaciones por problemas económicos, se declaró en bancarrota en 1998 y se reorganizaron como FC Stahl Brandenburg, pero seguían en picada. En el año 2002, desesperadamente para no desaparecer, se fusionaron con sus rivales, el Brandenburg Süd 05 y formaron al FC Bradenburg, lo que ocasionó problemas con los aficionados de ambos equipos y surgieron más problemas, causando la separación un año después. Nunca fue campeón de Liga ni de Copa en Alemania Oriental ni ha logrado ganar títulos luego de la reunificación.
A nivel internacional ha participado en un torneo continental, la Copa UEFA de 1986/87, donde fue eliminado en dieciseisavos de final por el IFK Göteborg de Suecia, quien sería el equipo campeón del torneo en esa edición.

## Participación en competiciones de la UEFA
| Temporada | Torneo   | Ronda | Club         | Casa | Visita | Global |
| --------- | -------- | ----- | ------------ | ---- | ------ | ------ |
| 1986-87   | UEFA Cup | 1     | Coleraine FC | 1-0  | 1-1    | 2-1    |
| 1986-87   | UEFA Cup | 2     | IFK Göteborg | 1-1  | 0-2    | 1-3    |